# Santiago Amoltepec
Santiago Amoltepec är en kommun i Mexiko.   Den ligger i delstaten Oaxaca, i den sydöstra delen av landet, 400 km sydost om huvudstaden Mexico City.
Följande samhällen finns i Santiago Amoltepec:
- Llano Nuevo
- Piedra del Tambor
- Colonia de Jesús
- Barranca Cosida
- Río Ciruelo
- Barranca Obscura
- El Huamúchil
- Llano Tigre
- Pueblo Viejo
- La Soledad
- San José de las Flores
- El Laurel
- El Limoncillo
- La Cofradía
- Barranca Campeche
- Unión Linda Vista
- San Isidro
- La Independencia
- El Aguacate
- El Jicaral
- San Juanito
- Tierra Colorada
- Loma Larga
- San Miguel Río Verde
- El Platanar